# Maxim Deckers
Maxim Deckers (Brasschaat, 24 januari 1994) is een voormalig Belgisch profvoetballer. De verdediger stond tot 2015 onder contract bij Willem II.

## Carrière
Deckers doorliep de hele jeugdopleiding van Willem II. In de voorbereiding op het seizoen 2013/14 mocht hij samen met 8 andere talenten aansluiten bij de eerste selectie van de Tilburgers. In diverse oefenwedstrijden maakt hij ook zijn opwachting. Uiteindelijk wordt Deckers samen met Justin Mathieu en Mitch van der Ven door trainer Jurgen Streppel definitief toegevoegd aan de selectie . Mathieu en Van der Ven mochten hun debuut al snel maken maar Deckers nog niet door de concurrentie van Gaby Jallo. Toen er in de winterstop Jonas Heymans werd gehaald waren de kansen op speelminuten voor Deckers klein. Op 30 januari werd bekend dat Deckers samen met Ryan Sanusi werd verhuurd aan FC Oss. Op 23 januari maakte hij zijn debuut in de thuiswedstrijd tegen SC Telstar (0-1). Hij viel in voor Marcel van der Sloot.

## Cluboverzicht
| Seizoen   | Club         | Competitie     | Wedstr. | Goals |
| --------- | ------------ | -------------- | ------- | ----- |
| 2012/13   | Willem II    | Eredivisie     | 0       | 0     |
| 2013/14   | Willem II    | Eerste divisie | 0       | 0     |
| → 2013/14 | FC Oss       | Eerste divisie | 9       | 0     |
| → 2014/15 | RKC Waalwijk | Eerste divisie | 28      | 2     |